# Arteria pancreatoduodenal superior anterior
La arteria pancreatoduodenal superior anterior o pancreaticoduodenal superior anterior o pancreaticoduodenal anterosuperior es una arteria que se origina en la arteria gastroduodenal.

## Ramas
Emite las siguientes ramas, recogidas en la Terminología Anatómica:
A12.2.12.026 Ramas pancreáticas de la arteria pancreaticoduodenal superior anterior (rami pancreatici arteriae pancreaticoduodenalis superioris anterioris).
A12.2.12.027 Ramas duodenales de la arteria pancreaticoduodenal superior anterior (rami duodenales arteriae pancreaticoduodenalis superioris anterioris).

## Distribución
Se distribuye hacia el páncreas y el duodeno.